# Traidenis
Traidenis (poljsko Trojden, belorusko Трайдзень, latinizirano: Trajdzen) je bil od leta 1270 (ali 1269) do leta 1282 knez Velike litovske kneževine, * 1220, † 1282, Kernavė.
Bil je drugi najvidneši litovski knez v 13. stoletju (za Mindaugasom). Med njegovim vladanjem se je končalo sedemletno obdobje nemirov, ki se je začelo z Mindaugasovim umorom leta 1263. Traidenis je vzpostavil trdno pogansko državo, ki je trajala nadaljnjih sto let.
Litovsko veliko kneževino je razširil na ozemlji Sudov in Semigalov in utrdil njeno prisotnost v Črni Ruteniji. Za razliko od Mindaugasa se Traidenis ni odločil za širitev kneževine na vzhod.
Okoliščine Traidenisovega prihoda na oblast niso jasne. Znano je, da je bil iz Aukštaitije, saj je bil vojvoda Kernavė. Njegovi odnosi s Galicijo-Volinijo so bili od samega začetka napeti in nazadnje sprožili vojno 1274–1276. Traidenis je bil v vojni uspešen kljub mongolski podpori Galiciji-Voliniji. 
Vdiral je tudi na Poljsko, predvsem v okolico Lublina in Lečice. Vdori so se nadaljevali do okoli leta 1306. Pohodi niso motili njegovih odnosov z Mazovijo, s katero je vzpostavil dinastično zvezo s poroko svoje hčerke Gaudemunde z mazovskim vojvodom Boleslavom II.
Traidenis, znan po svoji predanosti poganstvu in negativnem odnosu do Nemcev, je bil uspešen tudi v boju z Livonskim redom. Leta 1270 je zmagal v bitki pri Karuseju, se boril v bitki na Čudskem jezeru in ubil mojstra reda Otona von Lutterberga. Novi mojster Andreas von Westfalen se je želel hitro maščevati, vendar je Traidenis ubil tudi njega. Red se je maščeval in leta 1272 napadel Semigalijo in leta 1273 zgradil grad Dinaburg na ozemlju, ki je bilo uradno Traidenisovo. Traidenisu kljub štirim katapultom ni uspelo zavzeti nove trdnjave in se je moral leta 1278 umakniti. 
Leta 1279 je red napadel litovske dežele in prodrl vse do Kernavėja, a je na poti nazaj doživel velik poraz v bitki pri Aizkrauklu. Mojster reda Ernst von Rassburg je postal tretji mojster reda, ki ga je ubil Traidenis. Poraz vitezov je k uporu spodbudil podjarmnljene Semigale. Slednji so bili pod vodstvom Nameisisa pripravljeni priznati premoč Litve in prosili Traidenisa za pomoč. Leta 1281 je Traidenis osvojil grad Jersika v današnjem okrožju Preiļi in ga nato zamenjal za grad Dinaburg. Kmalu zatem je umrl, izčrpan zaradi nenehnega bojevanja. Bil je prvi znani litovski knez, ki je umrl naravne smrti. Vsi njegovi predhodniki so bili umorjeni ali ubiti v boju.

## Družina
Traidenisovi bratje Bardis, Liesis in Svalkenis so bili pravoslavne veroizpovedi in so umrli v bojih z Galicijo-Volinijo. Brat Sirputis je sodeloval v Traidenisovih vojnih pohodih.
Hčerka Gaudemunda je bila poročena z mazovskim vojvodom Boleslavom II.

## Sklic
1. ↑  Dubonis, Artūras. »Lietuva po karaliaus Mindaugo mirties: kova dėl sosto 1264 - 1268 m. - Panevėžio Elenos Mezginaitės viešoji biblioteka«. panbiblioteka.lt. Pridobljeno 27. marca 2021.[mrtva povezava]